# Charles Sterling
Charles Sterling (ur. 5 września 1901 w Warszawie, zm. 9 stycznia 1991 w Paryżu) – francuski historyk sztuki. 

## Życiorys
Urodził się jako Karol Sterling w rodzinie polskich zasymilowanych Żydów o szkockich korzeniach. Uczestniczył w wojnie polsko-bolszewickiej, a następnie ukończył na Uniwersytecie Warszawskim Wydział Prawa i otrzymał uprawnienia adwokata. W 1925 wyjechał do Niemiec, a następnie do Wielkiej Brytanii i Francji. Zamieszkał w Paryżu, gdzie rozpoczął studia związane z historią sztuki w École du Louvre pod kierunkiem Gastona Brière. Równolegle studiował na Sorbonie, jego wykładowcą był m.in. Henri Focillon. Charles Sterling wyspecjalizował się w twórczości Caravaggia, wraz z Paulem Jamotem zorganizował w 1934 w Musée de l’Orangerie wystawę sztuki malarzy realistów. Dzięki niej na nowo odkryto malarstwo Lorraine Georges de la Tour. Od 1929 do 1961 był wykładowcą na Wydziale Malarstwa Klasycznego w Luwrze, w 1934 otrzymał obywatelstwo francuskie. W połowie lat 30. odkrył swoją nową pasję, malarstwo francuskich prymitywistów. Już w 1938 opublikował na ten temat pierwszą książkę.

### II wojna światowa i lata późniejsze
Po wybuchu II wojny światowej polski konsulat w Paryżu zaproponował Sterlingowi obowiązujący we Francji „certyfikat aryjski”, który zaświadczałby o nieżydowskim pochodzeniu posiadacza, ale ten odmówił. Pod pseudonimem Charles Jacques opublikował drugi tom o francuskich prymitywistach, a gdy prześladowania Żydów nasiliły się opuścił Francję i udał się do Stanów Zjednoczonych. Przebywał w Nowym Jorku, pracował w Metropolitan Museum of Art, gdzie opublikował trzytomowy katalog francuskiej twórczości malarskiej. W 1945 powrócił do Paryża i do pracy w Luwrze, pracował tam do przejścia na emeryturę w 1968. Następnie wyjechał na trzy lata do Nowego Jorku, gdzie wykładał na New York University. Od 1971 skupił się na publicystyce i tworzeniu opracowań dotyczących francuskiego malarstwa. 

## Publikacje
- „La peinture française : les primitifs”. Librairie Floury, Paryż 1938;
- Charles Jacques „Les Peintres du Moyen Âge”, Paryż 1941;
- „La nature morte de l'antiquité à nos jours”, P. Tisné, Paryż 1952;
- „La peinture médiévale à Paris: 1300-1500”. Bibliothèque des Arts, Paryż 1987 (2 tomy).